# Pedro Jaro
Pedro Luis Jaro Reguero (né le 22 février 1963 à Madrid), est un joueur de football espagnol, qui évoluait au poste de gardien de but.